# Carles Puigdemont
Carles Puigdemont i Casamajó (pronunție în catalană [ˈkaɾləs ˌpudʒðəˈmon i ˌkazəməˈʒo] ⓘ), n. 29 decembrie 1962, Amer, Catalonia, Spania) este un jurnalist și politician catalan, expreședinte ales al Generalității din Catalonia. La 10 ianuarie 2016 a fost ales președinte a Generalității de către Parlamentul Cataloniei în urma acordului realizat cu o zi înainte între Junts pel Sí (Împreună pentru Da) și CUP, unde s-a anunțat că îl va înlocui pe Artur Mas în funcția de președinte al Generalității, în schimbul garanției stabilității parlamentare, al Guvernului Generalității din Catalonia. Anterior acestei date, CUP a refuzat votarea lui Artur Mas în calitate de președinte al Generalității din Catalonia pe motiv că acesta din urmă ar fi fost implicat într-un scandal de corupție, și pentru a evita un nou scrutin au fost de acord cu învestirea lui Puigdemont. Înainte de a deveni președintele comunității autonome, a fost jurnalist, activist politic, primar al Gironei, deputat în Parlamentul Cataloniei și președinte al Asociației Municipiilor pentru Independență.

## Biografie

### Începuturi și cariera jurnalistică
Puigdemont s-a născut pe 29 decembrie 1962 pe strada Sant Miquel din Amer (districtul Selva), numărul 6, construcție cunoscută cu numele de Can Crous. Fiul lui Xavier Puigdemont și al Núriei Casamajó, este al doilea din cei opt fii ai unei familii de tradiție patiseri: Francesc, Carles, Enric, Quim, Anna, Montse, Dolors i Josep. Trăiește în Girona, căsătorit din anul 2000 cu o jurnalistă română, Marcela Topor. Are două fiice, Magalí și Maria. Chiar dacă familia sa nu este relaționată direct cu politica, străbunicul și unchiul său Josep Puigdemont (1979–1983) au fost primari în Amer. El vorbește catalană, engleză, franceză, română și spaniolă. 
A urmat școala în satul său natal și a fost intern la Sant Maria del Collell, unde a avut, printre alții, ca profesori pe scriitorul Manel Costa-Pau și pe cantautorul Josep Tero. În timpul tinereții a ajutat în patiseria familiei. Și-a început studiile de Filologie catalană, dar nu le-a terminat, la Colegiul Universitar din Girona, o carieră pe care a combinat-o cu unele colaborări în mediile de comunicație locale. Și-a început activitatea fiind corespondent pentru Amer al ziarului Los Sitios și a ajuns redactor șef al ziarului El Punt, unde a început ca corector lingvistic să lucreze în 1982. În timpul anului 1993 a vizitat țările din Uniunea Europeană pentru a elabora diverse reportaje, care au fost publicate în acel an în revista Presència.
A făcut o școală post universitară de gestiune al jurnalismului electronic și se evidențiază în uzul rețelelor sociale. În deceniul anilor 1990, a demarat proiecte de comunicare prin Internet pentru Delegația Guvernului din Girona. Între 1999 și 2002, a fost primul director al Agenției Catalane de Știri, care s-a născut cu obiectivul de a da mijloacelor locale și regionale catalane un serviciu multimedia prin Internet. De asemenea a fost director general al publicației Catalonia Today, un ziar catalan în limba engleză, la demararea căruia a contribuit.
Este autorul cărții Cata... què? (La Campana, 1994), în care analizează cum a fost tratat naționalismul catalan de către presa internațională, de la complotul de la Prats de Molló până la Jocurile Olimpice din Barcelona din 1992. În această lucrare investighează ecoul internațional pe care l-a avut catalanismul în presa internațională, în special în Statele Unite ale Americii și în Europa în timpul franchismului; de asemenea aprofundează alte teme, cum ar fi: declarațiile starețului Escarré, personalitatea lui Josep Tarradellas, victoria naționalistă catalană, utilizarea limbii, tensiunile dintre Catalonia și restul Spaniei, independentismul, etc. Puigdemont, de asemenea, a insistat în această temă, scriind o coloană în revista „Presència”. Mai mult, a publicat diverse eseuri despre comunicare și noi tehnologii și a colaborat cu mass-media. Este membru al Colegiului Jurnaliștilor din Catalonia din partea zonei Girona.

### Activitatea politică
Activist al Strigării pentru Solidaritate în Apărarea Limbii, Culturii și a Națiunii Catalane, Puigdemont a aparținut Tineretului Naționalist Catalan, contribuind la deschiderea sucursalei din județele gironine, împreună cu Pere Casals. A luat parte la organizarea de acte de suport pentru independentiștii reținuți în operațiunea Garzón în 1992. Militant al Convergenței Democratice Catalane din 1983, a fost director al Casei de Cultură din Girona (2002 – 2004) și deputat pentru CiU între a opta și a zecea legislatură autonomică a Cataloniei (perioadă cuprinsă între 2006 și 2015).
În anul 2007 fost cap de listă din partea CiU pentru Primăria din Girona, în locul avocatului Carles Mascort, dar nu a câștigat alegerile și a rămas în opoziție. În alegerile din 2011, însă, a rupt hegemonia PSC-ului în Girona – socialiștii au guvernat în cei 32 de ani de democrație până atunci – și a devenit primar al orașului. A guvernat în minoritate cele doua mandate la primărie, realizând pacte cu diverse formațiuni din consiliu. Ca primar, evidențiază direcția turistică a orașului și susține proiecte ca: Timpul Florilor, Girona 10 și deschiderea către realizarea de seriale americane, ca Urzeala Tronurilor.
Considerat independentist de la finalul deceniului anilor 1970, în 2012 a fost denunțat de către Avocatul Poporului că ar fi destinat bani publici pentru contractarea de trenuri speciale pentru Renfe cu ocazia celebrării manifestației <<Catalonia – nou stat al Europei >>, iar în 2015 a fost investigat de către Procuratura Audienței Naționale pentru suportul dat de către Primăria din Girona pentru Declarația începutului procesului de independență al Cataloniei, de către Parlamentul Cataloniei. În același an, CUP, care a criticat în mod special modelul turistic al orașului, a contestat angajările pe poziții de încredere în guvernul municipal gironin.
În iulie 2015 l-a înlocuit pe Josep Maria Vila d'Abadal ca președinte al Asociației Municipiilor pentru Independență, iar puțin după a fost ales deputat în alegerile pentru Parlamentul din Catalonia din 27 septembrie 2015 pe lista Împreună pentru Da. În interiorul coaliției independentiste, ocupa a treia poziție din lista pentru județele gironine, după Lluís Llach și Anna Caula.

### Președinția Generalității Cataloniei
Pe 9 ianuarie 2016, în cadrul unui acord cu CUP, Carles Puigdemont a fost desemnat de CDC drept candidat la președinția Generalității Cataloniei după retragerea lui Artur Mas. Artur Mas, președintele în exercițiu al Generalității Cataloniei, va fi implicat în 2017 în mai multe dosare judiciare, inclusiv delapidare. CDC a stabilit, cu Împreună pentru Da, sesiunea de investitură de pe 10 ianuarie 2016, ultima zi legală pentru a fi realizată. A fost investit în sesiunea parlamentară din 10 ianuarie 2016, cu 70 de voturi în favoarea sa, 63 de voturi contra și două abțineri. În următoarea zi după investitură Carles Puigdemont a renunțat la primăria Gironei, unde a fost înlocuit de către Isabel Muradàs, până atunci viceprimar, până la convocarea de noi alegeri. 
Profund independentist, el și-a asumat pe deplin foaia de parcurs separatistă stabilită anterior de Mas, de a proclama independența Cataloniei în termen de 18 luni, respectând termenii declarației parlamentare. Afirmând „că nu mai este timpul să fim lași”, s-a prezentat drept „primul președinte al postautonomiei și preindependenței”.
Numit oficial prin decret regal în 12 ianuarie 20, a depus imediat jurământul în prezența ministrului de Interne Jorge Fernández Díaz și a primarului Barcelonei Ada Colau, dar a jurat fidelitate „voinței poporului Cataloniei reprezentat de Parlament”, omițând cu bună știință să se refere la monarh și la Constituție, în textul pe care l-a pronunțat, în contradicție cu formula impusă oficial printr-un decret din 1977.
Și-a numit guvernul două zile mai târziu. Noul executiv număra 13 consilieri, toți fiind repartizați în trei mari domenii de acțiune, supervizați de vicepreședintele Oriol Junqueras, consiliera Președinției Neus Munté, și consilierul Afacerilor Externe Raül Romeva.

## Referendumul pentru independența Cataloniei și urmările acestuia
La 9 iunie 2017, guvernul său, de comun acord cu deputații independiști, a anunțat data și întrebarea referendumului de independență, într-o alocuțiune solemnă susținută în curtea Portocalilor a palatului Generalității Cataloniei. Întrebarea era: «Vreți să fie Catalonia un stat independent, sub formă de republică?».
Această întrebare a fost pusă în cele trei limbi oficiale ale Cataloniei, catalană, spaniolă și occitană. Data fixată a fost 1 octombrie.
În 2017, a organizat un referendum, interzis de justiție, privind independența Cataloniei și a căutat să proclame secesiunea teritoriului pe baza rezultatelor scrutinului. În consecință, guvernul spaniol a declarat suspendarea instituțiilor autonome și l-a demis. S-a stabilit, la scurt timp după aceea, în Belgia, ceea ce i-a adus un mandat european de arestare. A condus campania coaliției Împreună pentru Catalonia (în catalană, Junts per Catalunya, abreviat, JuntsxCat) la alegerile parlamentare catalane. Nu a putut fi repus în funcții din cauza absenței sale de pe teritoriul spaniol. Și-a recâștigat un mandat de parlamentar european în 2019, cu ocazia alegerilor europene, dar a trebuit să aștepte până în 2020 pentru a-l exercita efectiv din cauza opoziției autorităților spaniole. Curând după aceea, și-a lansat noul partid, Împreună pentru Catalonia.
Urmărit de instanțele spaniole, el face obiectul unui mandat european de arestare, suspendat și reactivat de mai multe ori. Germania, unde a fost arestat în 2018, apoi Belgia doi ani mai târziu, au refuzat să-l extrădeze în Spania. A fost arestat din nou în 2021 în Italia, justiția lăsându-l în cele din urmă liber după o dezbatere juridică privind valabilitatea imunității sale parlamentare, ridicată în 2020 de Parlamentul European.